# 竹中駅
竹中駅（たけなかえき）は、大分県大分市大字端登にある、九州旅客鉄道（JR九州）豊肥本線の駅である。

## 歴史
- 1916年（大正5年）9月1日：鉄道院（後に日本国有鉄道）犬飼軽便線が中判田駅から延伸された際の終着駅として開業[2][3][4]。
- 1917年（大正6年）7月20日：犬飼軽便線が犬飼駅まで延伸され、途中駅となる[4]。
- 1928年（昭和3年）12月2日：路線名改称に伴い、豊肥本線の駅となる[4]。
- 1962年（昭和37年）10月1日：貨物取扱廃止[3][5]。
- 1983年（昭和58年）11月30日：下郡信号場 - 南熊本間CTC化に伴い、無人化[2][5]。荷物扱い廃止[6]。
- 1987年（昭和62年）4月1日：国鉄分割民営化により九州旅客鉄道が継承[3][4]。

## 駅構造
島式ホーム1面2線を有する地上駅。古くからの木造駅舎は撤去され、互いのホームは構内踏切で連絡している。無人駅となっている

### のりば
| のりば | 路線      | 方向 | 行先               |
| ------ | --------- | ---- | ------------------ |
| 1・2   | ■豊肥本線 | 上り | 豊後竹田・熊本方面 |
| 1・2   | ■豊肥本線 | 下り | 大分方面           |

## 利用状況
- 2012年度の1日平均乗車人員は45人（前年度比-3人）である。

| 乗車人員推移 | 乗車人員推移 |
| 年度         | 1日平均人数  |
| ------------ | ------------ |
| 2000         | 81           |
| 2001         | 72           |
| 2002         | 69           |
| 2003         | 70           |
| 2004         | 64           |
| 2005         | 61           |
| 2006         | 57           |
| 2007         | 47           |
| 2008         | 49           |
| 2009         | 43           |
| 2010         | 44           |
| 2011         | 48           |
| 2012         | 45           |

## 駅周辺
駅正面の道路を挟んですぐに大野川があり、裏手は山になっている。竹中地区の中心部からは南へ1km以上離れていて、駅周辺は山の手に小規模な集落があるのみである。
- 大分市立葬斎場
- 曹洞宗勝光寺（南こうせつの生家）
- 大分市立竹中小学校
- 大分市立竹中中学校
- 大分市立上戸次小学校
- 大分県立二豊学園

## その他
- 南こうせつとかぐや姫のシングル『僕は何をやってもだめな男です』（1972年）のB面の「ひとりきり」で当駅周辺のことが歌われている。
- 中判田駅が1面2線であり、待機線が無い関係上、中判田駅から当駅間において回送列車が運行されている。

## 隣の駅
九州旅客鉄道（JR九州）
■豊肥本線
■普通
中判田駅 - 竹中駅 - 犬飼駅